# ACDSee Photo Manager
ACDSee Photo Manager — утилита для просмотра и организации графики, разработанная канадской компанией ACD Systems International Inc.

## Описание
ACDSee Photo Manager предоставляет пользователям инструмент для организации и просмотра, редактирования, сортировки и печати, конвертирования самых популярных графических и аудио форматов.
Утилита позволяет создавать презентации, записывать CD/DVD с цифровыми фотографиями, составлять каталоги и добавлять анимационные эффекты на снимки, а также просматривать изображения в слайд-шоу. 
Поддерживает принтеры, мобильные телефоны, цифровые камеры и сканеры различных производителей.
ACDSee Photo Manager не является кроссплатформенным программным обеспечением и работает только на компьютерах под управлением 32-битных и 64-разрядных версий операционной системы Microsoft Windows.

## Возможности
- Поддерживает свыше 130 различных форматов.
- Просмотр графических файлов, упакованных в ZIP и LHA.
- Организация фотографий.
- Панель быстрого поиска в системе.
- Конвертирование из одного формата в другой.
- Запись данных на CD/DVD.

- Встроенный редактор, а также подключение внешних для редактирования файлов.
- Добавление анимационных эффектов.
- Создание презентаций[каких?], документов в формате PDF, HTML-альбомы.
- Защита метаданных и передача в безопасном режиме через Интернет.
- Поддержка внешних устройств.
- Изменение глубины цвета изображений.
- Захват экрана.
- Плагины.
- Загрузка файлов на FTP, веб-сайт или отправка по электронной почте.
- Создание веб-галерей.
- Динамическая вставка текста.
- Многофункциональная настройка и работа со слайд-шоу.
- Интернациональная поддержка.